# Steffen Tangstad
Steffen Tangstad (Tønsberg, Noruega; 22 de junio de 1959-Tønsberg, Noruega; 26 de junio de 2024) fue un boxeador profesional noruego de la categoría de peso pesado que fue dos veces campeón europeo.

## Carrera
Tangstad enfrentó a Michael Spinks por el título mundial de la IBF el 6 de septiembre de 1986 donde perdió por knock out en el cuarto asalto.
Esa sería la última pelea de Tangstad, teniendo una carrera de 24 victorias (14 por knockout), 2 derrotas y 2 empates.

## Tras el retiro
Al retirarse como boxeador, Tangstad pasó a trabajar en la televisión de Noruega, y fue el CEO del programa desaparecido "Modern Sports & Events" (MSE), programa que estaba autorizado a transmitir los eventos de la UFC en Escandinavia.
En 2006 participó en la segunda temporada de Skal vi danse?.

## Muerte
Tangstad murió el 27 de junio de 2024 en su ciudad natal Tønsberg a causa de una enfermedad.En 2021 le habían amputado una pierna. Él padecía de una neuropatía periférica, por lo que perdió el uso de manos, brazos y piernas.

## Récord
| Resultado   | Récord | Rival               | Tipo | Round | Fecha      | Sede                                | Notas                                                                                   |
| No Derrota  | 24-2-2 | Michael Spinks      | TKO  | 4     | 06/09/1986 | Las Vegas Hilton, Las Vegas, Nevada | Pelea por el IBF Heavyweight Title. El referee paró la pelea al 0:58 del cuarto asalto. |
| Sí Victoria | 24-1-2 | John Westgarth      | SD   | 12    | 18/04/1986 | Randers Hallen, Randers             | Pelea por el EBU Heavyweight Title.                                                     |
| Sí Victoria | 23-1-2 | Alfredo Evangelista | PTS  | 8     | 10/01/1986 | Randers Hallen, Randers             |                                                                                         |
| Sí Victoria | 22-1-2 | Reiner Hartmann     | KO   | 7     | 01/11/1985 | K.B. Hallen, Copenhagen             |                                                                                         |
| No Derrota  | 21-1-2 | Anders Eklund       | TKO  | 4     | 09/03/1985 | Copenhagen                          | Pelea por el EBU Heavyweight Title.                                                     |
| Sí Victoria | 21-0-2 | Lucien Rodriguez    | UD   | 12    | 09/11/1984 | K.B. Hallen, Copenhagen             | Pelea por el EBU Heavyweight Title.                                                     |
| Sí Victoria | 20-0-2 | Winston Allen       | PTS  | 8     | 14/07/1984 | Crest Hotel, Bloomsbury, London     |                                                                                         |
| Sí Victoria | 19-0-2 | Joe Bugner          | SD   | 10    | 18/02/1984 | Osterbro Stadium, Copenhagen        |                                                                                         |
| Sí Victoria | 18-0-2 | Ken Lakusta         | PTS  | 8     | 13/01/1984 | Randers Hallen, Randers             |                                                                                         |
| Sí Victoria | 17-0-2 | Guido Trane         | PTS  | 8     | 01/12/1983 | K.B. Hallen, Copenhagen             |                                                                                         |
| Sí Victoria | 16-0-2 | Joe Tank Mooney     | TKO  | 2     | 24/10/1983 | Chicago                             |                                                                                         |
| Sí Victoria | 15-0-2 | Bashir Wadud        | PTS  | 10    | 08/09/1983 | Americana Congress Hotel, Chicago   |                                                                                         |
| Sí Victoria | 14-0-2 | Larry Roberson      | TKO  | 5     | 28/07/1983 | Americana Congress Hotel, Chicago   |                                                                                         |
| Empate      | 13-0-2 | Buster Douglas      | PTS  | 8     | 16/10/1982 | Bismarck Hotel, Chicago             |                                                                                         |
| Sí Victoria | 13-0-1 | Walter Ware         | KO   | 7     | 07/09/1982 | Bismarck Hotel, Chicago             | Noqueado al 2:22 del séptimo asalto.                                                    |
| Sí Victoria | 12-0-1 | Ron Draper          | TKO  | 7     | 16/08/1982 | Bismarck Hotel, Chicago             |                                                                                         |
| Sí Victoria | 11-0-1 | Juergen Gries       | KO   | 2     | 25/06/1982 | Hanko                               |                                                                                         |
| Sí Victoria | 10-0-1 | Jimmy Cross         | TKO  | 5     | 30/04/1982 | McCormick Inn, Chicago              | El referee paró la pelea al 2:44 del quinto asalto.                                     |
| Sí Victoria | 9-0-1  | William Scott       | KO   | 2     | 19/02/1982 | McCormick Inn, Chicago              | Scott fue noqueado al 0:41 del segundo asalto.                                          |
| Sí Victoria | 8-0-1  | Man Banks           | KO   | 2     | 05/02/1982 | Civic Center, Danville, Illinois    | Banks fue noqueado al 1:45 del segundo asalto.                                          |
| Sí Victoria | 7-0-1  | Larry Givens        | UD   | 6     | 15/12/1981 | McCormick Inn, Chicago              |                                                                                         |
| Sí Victoria | 6-0-1  | Jerry Brown         | KO   | 1     | 20/11/1981 | McCormick Inn, Chicago              | Brown fue noqueado al 1:55 del primer asalto.                                           |
| Sí Victoria | 5-0-1  | Mike Lear           | KO   | 2     | 21/10/1981 | Chicago                             |                                                                                         |
| Sí Victoria | 4-0-1  | Raymond White       | PTS  | 6     | 22/06/1981 | Chicago                             |                                                                                         |
| Sí Victoria | 3-0-1  | Mike Kacher         | KO   | 3     | 04/05/1981 | Chicago                             |                                                                                         |
| Sí Victoria | 2-0-1  | Stan White Johnson  | KO   | 1     | 16/04/1981 | Hilton Hotel, Chicago               |                                                                                         |
| Sí Victoria | 1-0-1  | Anthony Elmore      | KO   | 2     | 07/03/1981 | Chicago                             |                                                                                         |
| Empate      | 0-0-1  | Benji Smith         | PTS  | 4     | 01/10/1980 | Chateau Neuf, Oslo                  |                                                                                         |